# الضوالعة (حبيش)

تعديل مصدري - تعديل

الضوالعة محلة تابعة لقرية الحجفة، التابعة لعزلة نقيل العقاب بمديرية حبيش إحدى مديريات محافظة إب في الجمهورية اليمنية، بلغ تعداد سكانها 152 حسب تعداد اليمن لعام 2004.